# خطوط لوت الجوية البولندية الرحلة 5055
خطوط لوت الجوية البولندية الرحلة 5055 هي رحلة طيران تحطمت في وارسو,بولندا في 9 مايو 1987 أثناء رحلتها من وارسو إلي سان فرانسيسكو عبر نيويورك ومات جميع الركاب والطاقم البالغ عددهم 183 شخصا بسبب خلل كهربائي وعطل في المحرك غير خاضع للسيطرة وعيوب في تصميم الطائرة وكانت من طراز إليوشن إل-62 السوفيتية المصنوعة وكانت تحمل علي متنها 172 راكبا و11 من أفراد الطاقم